# Neillsville, Wisconsin
Neillsville là một thành phố thuộc quận Clark, tiểu bang Wisconsin, Hoa Kỳ. Năm 2000, dân số của thành phố này là 2731 người.